# Manfred Ensinger
Manfred Ensinger (* 31. Mai 1929 in Haltingen) ist ein deutscher Kameramann.

## Leben
Ensinger hatte nach seinem Abitur auf Schloss Salem ab 1949 eine fotografische Lehre durchlaufen und auch die Filmakademie in Wiesbaden besucht. Ab 1953 ist er als Kameraassistent (bei Filmen wie Ein Leben für Do, Manöverball, Monpti u. a.) nachzuweisen. 1957 stieg Ensinger bei der Urwaldschnulze Liane, die weiße Sklavin zum einfachen Kameramann auf und arbeitete in dieser Position dem Kollegen Kurt Grigoleit bei Filmen wie Liebe kann wie Gift sein, Rommel ruft Kairo und Freddy und der Millionär zu. Ensinger war 1959 aber auch einer von mehreren Kameraleuten bei einem der ersten Durbridge-Straßenfegerkrimis im deutschen Fernsehen, Es ist soweit. Nach seiner Arbeit zu Sein bester Freund rückte Manfred Ensinger 1963 zum Chefkameramann auf.
In dieser Position war Ensinger vor allem mit der Fotografie von Fernsehfilmen beschäftigt. Seit 1964 fotografierte er eine beträchtliche Zahl an Fernsehserien für ARD und ZDF, darunter so populäre Produktionen wie Die fünfte Kolonne, Das Kriminalmuseum, Der Kommissar, Graf Yoster gibt sich die Ehre, Hamburg Transit, Unsere schönsten Jahre, Polizeiinspektion 1, Derrick, Ich heirate eine Familie, Die Schwarzwaldklinik, Adelheid und ihre Mörder, Polizeiruf 110 und mehrere Tatort-Folgen. Zu Dreharbeiten reiste Ensinger auf alle fünf Erdteile. Zu den Regisseuren, mit denen er zusammenarbeitete, zählen unter anderem Leopold Lindtberg, Helmut Käutner, Kurt Hoffmann, Marvin J. Chomsky, Elmo Williams, Franz Peter Wirth, Rolf von Sydow, Peter Weck und Michael Kehlmann. Nach der Kriminalkomödie Die Superbullen zog sich Manfred Ensinger 1997 ins Privatleben zurück.

## Filmografie
nur als Chefkameramann
- 1963: Dr. Joanna Marlowe
- 1963: Allotria in Zell am See
- 1963–68: Die fünfte Kolonne
- 1963–69: Das Kriminalmuseum
- 1964–65: Unsere große Schwester
- 1965: Die Banditen vom Rio Grande
- 1966: Jörg Preda berichtet
- 1966: Brille und Bombe: Bei uns liegen Sie richtig!
- 1969–76: Der Kommissar
- 1970: Graf Yoster gibt sich die Ehre
- 1971: Der Pfandleiher
- 1971: Tatort: Münchner Kindl
- 1972: Hamburg Transit
- 1974: Tatort: 3:0 für Veigl
- 1974: Telerop 2009 – Es ist noch was zu retten
- 1974: Derrick: Waldweg
- 1974–86: Derrick
- 1976: Sonntagsgeschichten
- 1977–85: Polizeiinspektion 1
- 1980: Der Alte
- 1981: Die Heimsuchung des Assistenten Jung
- 1982–83: Die fünfte Jahreszeit
- 1983: Unsere schönsten Jahre
- 1985–88: Die Schwarzwaldklinik
- 1986: Engels & Consorten
- 1986: Tatort: Tod auf Eis
- 1986: Ich heirate eine Familie
- 1989: Der Bastard (TV-Dreiteiler)
- 1990: Bei mir liegen Sie richtig
- 1993: Tatort: Flucht nach Miami
- 1993–96: Adelheid und ihre Mörder
- 1994: Tatort: Mord in der Akademie
- 1995: Tatort: Herz As
- 1995: Polizeiruf 110: 1A Landeier
- 1995: Polizeiruf 110: Roter Kaviar
- 1996: Tatort: Gefährliche Freundschaft
- 1996: Tatort: Parteifreunde
- 1996: Simones Entscheidung
- 1997: Polizeiruf 110: Gänseblümchen
- 1997: Die Superbullen